# Xylotrupes australicus
Xylotrupes australicus es una especie de escarabajo rinoceronte del género Xylotrupes, familia Scarabaeidae. También se conoce como escarabajo elefante de Queensland. Fue descrita por Thomson en 1859.
Se distribuye por Australia (Queensland, Nueva Gales del Sur, Territorio del Norte). Mide 60 mm. El macho tiene cuernos, pero no la hembra. Hace un sonido cuando se lo toca. Se vende comercialmente.